# Benthochromis
Benthochromis is een geslacht van straalvinnige vissen uit de familie van de cichliden (Cichlidae).

## Soorten
- Benthochromis horii Takahashi, 2008
- Benthochromis melanoides (Poll, 1984)
- Benthochromis tricoti (Poll, 1948)